# Operatie Cobra
Operatie Cobra was de codenaam voor de operatie tijdens de Tweede Wereldoorlog, waarbij de geallieerden zeven weken na de landing in Normandië een uitbraak uit hun bruggenhoofd forceerden. De Amerikaanse generaal Omar Bradley had de operatie gepland. De operatie bestond uit grootschalige luchtbombardementen gevolgd door een aanval met infanterie om de verdediging te doorbreken. De operatie diende om de intensieve infanteriegevechten in Normandië te veranderen naar een gemechaniseerde manoeuvre-oorlogsvoering over heel Frankrijk.
De operatie werd 25 juli 1944 ingezet. Gaandeweg kregen de geallieerde troepen stootkracht en doorbraken zij de Duitse stellingen. Twee dagen later was het meeste Duitse verzet gebroken. De operatie kon op 31 juli succesvol worden afgerond. De geallieerden trokken verder op richting het noordwesten van Frankrijk, terwijl zij in Normandië met de zak van Falaise een Duits leger zo goed als hadden omsingeld.

## Achtergrond
De oorspronkelijke planning van de geallieerde invasie voorzag om na de landingen in Normandië de geallieerde strijdmacht op te bouwen vanuit een gestaag uitbreidend bruggenhoofd. In deze planning waren specifieke doelen gesteld zoals steden, havens en vliegvelden. De geallieerden wilden een bewegingsoorlog, om hun tactisch luchtoverwicht en numeriek overwicht in tanks, gemechaniseerde infanterie en logistiek uit te buiten. Een kritieke succesfactor hierbij was dat de geallieerden hun gemechaniseerde strijdkrachten sneller opbouwden dan de Duitsers.
Om de opbouw van de Duitse strijdkrachten te vertragen, probeerde de geallieerde luchtmacht het weg- en spoorverkeer in het noordwesten van Frankrijk te ontregelen. Zij waren hierin zo succesvol, dat de Duitse eenheden in Normandië aan ernstige tekorten in personeel en bevoorrading leden. De Duitsers konden alleen 's nachts nieuwe eenheden naar het front voeren.
De opbouw van de geallieerde strijdmacht ging daarentegen wel voortvarend, maar het beperkt aantal locaties waar personen en materieel aan land kon worden gezet belemmerde de aanvoer in juli 1944. Zo was het aantal veroverde vliegvelden kleiner dan gepland en Caen, een van de doelen van D-Day, was een maand na de landing nog altijd niet ingenomen. Het belangrijkste was, dat er nog geen grotere haven in geallieerde handen was gevallen. De slag om Normandië had zich ontwikkeld tot een serie kleine infanterieaanvallen ondersteund door artillerievuur, die vastliepen op de Duitse verdediging. Zo verloor het VIIIe korps tussen 2 en 14 juli meer dan 10.000 man terwijl het maar 11 kilometer wist te vorderen. De vooraf gestelde doelen voor 11 juni werden pas op 25 juli bereikt. Dit leidde tot frustratie bij de geallieerde legerleiding: hoge verliezen, gemechaniseerde eenheden waren niet inzetbaar en tactische luchtondersteuning was op deze korte afstand vrijwel onmogelijk.
De oorzaak van het probleem aan geallieerde zijde lag bij de oorspronkelijke planning van de invasie. Men was zo geconcentreerd op de landing, dat een goede planning voor de uitbreiding van het bruggenhoofd ontbrak. Vooral de stagnatie van het front van het Amerikaanse 1e Leger in het westen, met het coulisselandschap, was niet verwacht.
De Duitse verdediging gaf langzaam terrein prijs, maar bracht de geallieerden tijdens de terugtocht zware verliezen toe. Het coulisselandschap in het westen hielp hen hierbij. Tegenover het Amerikaanse 1e Leger stonden slechts een beperkt aantal gemechaniseerde eenheden, zoals de elite Panzer-Lehr-Division en de 2. SS-Panzer-Division Das Reich. In het oosten, waar het landschap meer open was, hadden de Duitsers hun mobiele eenheden geconcentreerd: de 9e, 10e en 11e Waffen-SS Divisies, al hun bataljons zware tanks en hun andere pantsereenheden en de pantsergrenadiereenheden. Het grootste deel van de verdedigingslinie werd bemand door statische infanteriedivisies.
In 1944 stelde de doctrine dat niet-mobiele infanterie-eenheden de verdedigingslinies moesten bemannen. De gemechaniseerde eenheden moesten voor tegenaanvallen in reserve blijven. Omdat de Duitse logistiek onvoldoende infanterie-eenheden kon aanvoeren, moesten de gemechaniseerde eenheden in een uitputtingsoorlogsvoering in de verdediging worden ingezet. Doordat de Luftwaffe de geallieerde luchtmacht geen weerwerk meer kon bieden, waren de Duitse eenheden niet in staat de bewegingsoorlog te voeren waarin zij bij het begin van de oorlog zo uitblonken. Ten slotte speelde er ook het slagen van het verbazingwekkende geallieerde misleidingplan Operatie Fortitude, dat het Duitse opperbevel voor geloofwaardig hield, zodat deze het gehele Duitse 15e Leger in een sector ver van de uiteindelijke landing, bij Pas-de-Calais hield.

## Planning

Bradley, Montgomery en Dempsey in juni 1944

In een poging om de impasse te doorbreken ontwierp de bevelhebber van het Amerikaanse eerste leger, generaal Omar Bradley, een plan. Hij werkte hier enkele weken lang vrijwel alleen aan en toonde het op 10 juli aan zijn onmiddellijke superieur, de Britse commandant Bernard Montgomery van de 21e Legergroep en generaal Miles Dempsey van het Britse 2e Leger. Montgomery en Dempsey gingen akkoord om aanvallen uit te voeren om de Amerikaanse opmars naar Caen te ondersteunen.
Terwijl zij vorderden, planden Montgomery en Dempsey echter een alternatieve uitbraak van de geallieerde strijdkrachten voor de Amerikanen: Operatie Goodwood. De opperbevelhebber, generaal Dwight Eisenhower, zorgde ervoor dat de geallieerde luchtmacht de aanval tactisch zou ondersteunen met middelzware en zware bommenwerpers. De luchtmacht vond hun strijdmacht onder deze omstandigheden ongeschikt voor dit doel, maar voerde op 7 juli voor Operatie Charnwood, op 18 juli voor Operation Goodwood en op 24 en 25 juli voor Operatie Cobra 'tapijtbombardementen' uit.

## Fasering

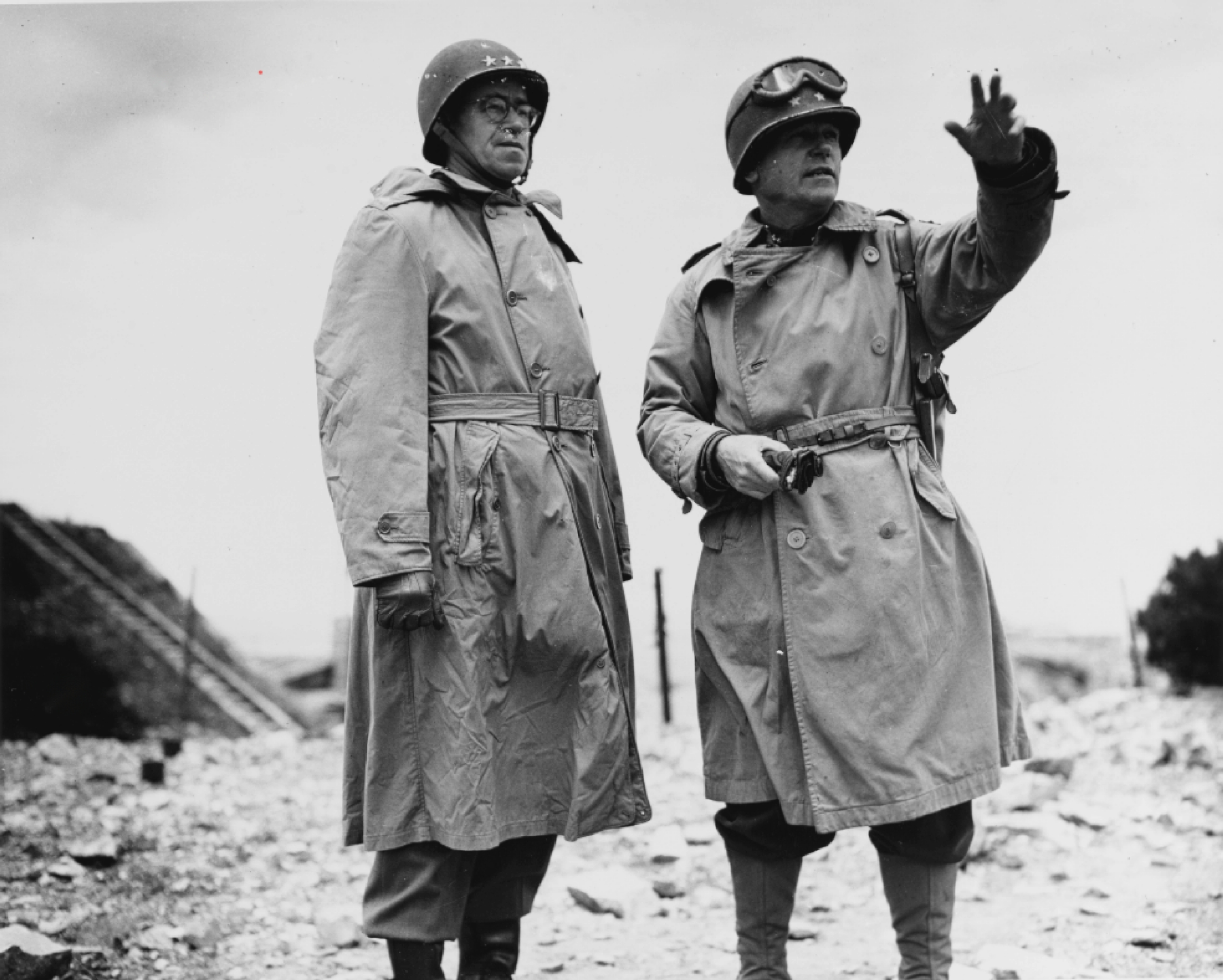
Omar Bradley en J. Lawton Collins te Cherbourg begin juli 1944.

Op 12 juli instrueerde Bradley zijn commandanten. Operatie Cobra zou in drie fasen verlopen.
1. In de eerste fase zou het VIIe korps een smalle bres in de Duitse verdediging slaan.
2. In de tweede fase zouden de doorbrekende divisies de bres uitbreiden met 'sterke schouders' aan weerszijden. Drie divisies zouden door de bres oprukken. Ondertussen zouden het VIIIe en XIXe korps aan weerszijden kleine aanvallen uitvoeren om de Duitse strijdkrachten te binden.
3. In de derde fase zou de Duitse weerstand tegen het VIIe korps ineenstorten en het hele schiereiland Cotentin in geallieerde handen vallen.

Generaal J. Lawton Collins van het VIIe korps suggereerde enkele kleine veranderingen. De aanval zou iets zuidelijker plaatsvinden. Als de doorbraak succesvol zou zijn, zou een snellere uitbreiding in Bretagne mogelijk zijn, waarbij de Atlantische havens in geallieerde handen zouden komen.
Het oorspronkelijke plan voorzag geen algehele ineenstorting van de Duitse aanwezigheid in Normandië, alleen een belangrijke uitbreiding van het geallieerde bruggenhoofd, een meer mobiele oorlogsvoering en de inname van belangrijke havens.

## Voorbereiding
De aanval zou voorafgegaan worden door een massaal bombardement door zware en middelzware bommenwerpers op het aan te vallen gebied. Men geloofde dat de combinatie van fysieke vernietiging en shock de verdediging kon verzwakken. Infanterie-eenheden zouden de Duitse verdediging verzwakken. Op het kritieke moment zouden de tanks doorbreken. Omdat de luchtaanval zo belangrijk was in het plan en omdat de vliegtuigen goed weer nodig hadden, kreeg luchtmaarschalk Trafford Leigh-Mallory de verantwoordelijkheid om het tijdstip voor de aanval te bepalen.

### Eenheden

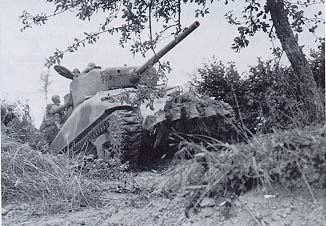
Een Shermantank rukt op door het coulisselandschap.

De drie divisies die de doorbraak moesten forceren waren de 4e, de 9e en de 30e infanteriedivisie die alle van het VIIe Amerikaanse korps afkomstig waren. Het aanvalsfront van het VIIe korps was 6500 meter breed.
De eenheden die de doorbraak zouden uitbuiten waren de 1e infanteriedivisie, de 2e pantserdivisie en de 3e pantserdivisie. De 1e infanteriedivisie werd voor dit doel tijdelijk gemotoriseerd met trucks van het 1e leger.
Het VIIIe korps onder generaal Troy Middleton had de 8e, de 79e, de 83e en de 90e infanteriedivisie beschikbaar voor de aanval en hield de 4e pantserdivisie in reserve.
Meer dan 1300 M4-tanks, 690 M5A1 lichte tanks, en 280 M10 tankjagers waren in deze eenheden aanwezig, samen met honderden kanonnen in de divisies en het korps. Ongeveer 140.000 granaten munitie van alle kalibers waren aan de operatie toegewezen.

## Het effect van de Britse uitbraakpoging: Operatie Goodwood

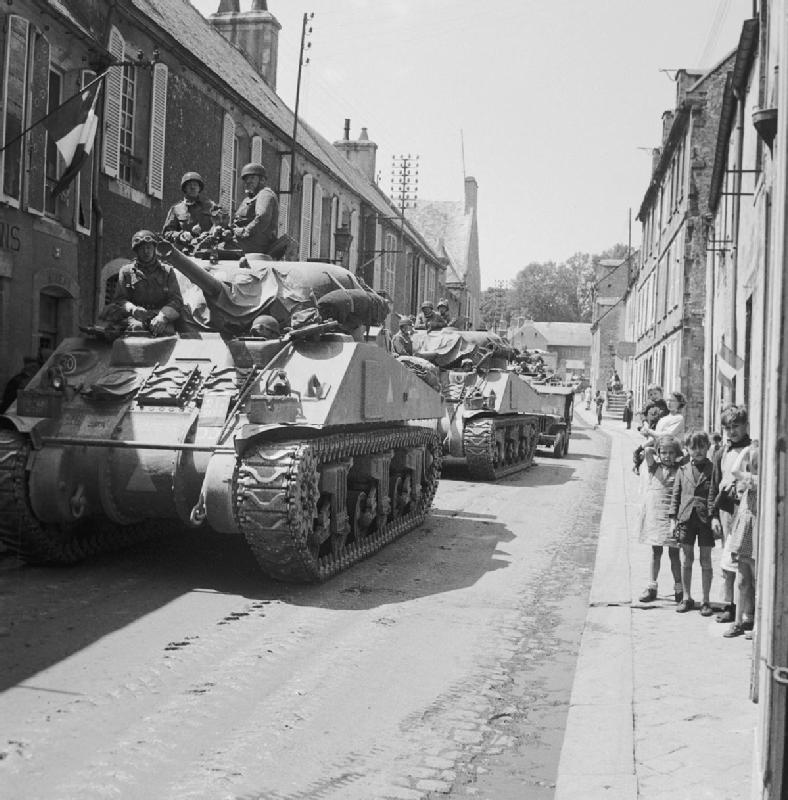
Britse Shermantanks

Operatie Goodwood begon op 18 juli. Zware bommenwerpers vervingen een artilleriebeschieting, zoals in de Slag om Monte Cassino enkele maanden eerder. In tegenstelling tot Operatie Cobra voorzag Operatie Goodwood een massale tankaanval in plaats van een infanterieaanval. Bij Operatie Goodwood op 18 juli verloren de geallieerden meer dan 400 Shermantanks, maar dit bond Duitse eenheden in de sector van het Amerikaanse 2e leger, ver van het Amerikaanse 1e leger. De Amerikanen hadden daarop correct ingeschat, dat de Duitsers in de eerste paar dagen na Operatie Goodwood niet zouden aanvallen en dat aanvallen daarna hooguit op bataljonsschaal zouden gebeuren.

## Voorbereiding tot de aanval

### Beginstellingen
In de dagen voorafgaande aan de aanval namen eenheden van het VIIe en VIIIe korps stellingen in op de Duitsers die een goede startpositie boden voor het komende offensief. Dit ging ten koste van zware verliezen van de infanterie. Deze posities waren uitgekozen omdat ze niet alleen een goede springplank voor de eigenlijke aanval vormden, maar ook omdat ze vanuit de lucht goed te herkennen waren. De gekozen lijn was de weg van Saint-Lô naar Périers.

### Inleidende bombardementen
De bevelhebbers van de luchtmacht bevolen aan, om een afstand van 2,5 - 4 kilometer aan te houden tussen de bombardementsdoelen en de eigen strijdkrachten. Bradley wilde geen terrein opgeven dat ten koste van zulke zware verliezen ingenomen was. Hij wilde hooguit 750 meter terugtrekken. Uiteindelijk werd besloten dat de infanterie zich 1100 tot 1300 meter van het bombardementsgebied zou terugtrekken voor hun veiligheid. Belangrijke eenheden zouden zich een uur van tevoren terugtrekken, observatieposten zouden achterblijven en zich 20 minuten voor het bombardement in veiligheid brengen. Bradley vroeg de luchtmacht uitdrukkelijk om de bombardementsvluchten evenwijdig aan de frontlinie uit te voeren en niet loodrecht op de frontlinie, omdat evenwijdig aan de frontlinie vliegen de kans op slachtoffers onder de eigen soldaten verminderde.

## Eerste aanval 25 - 27 juli

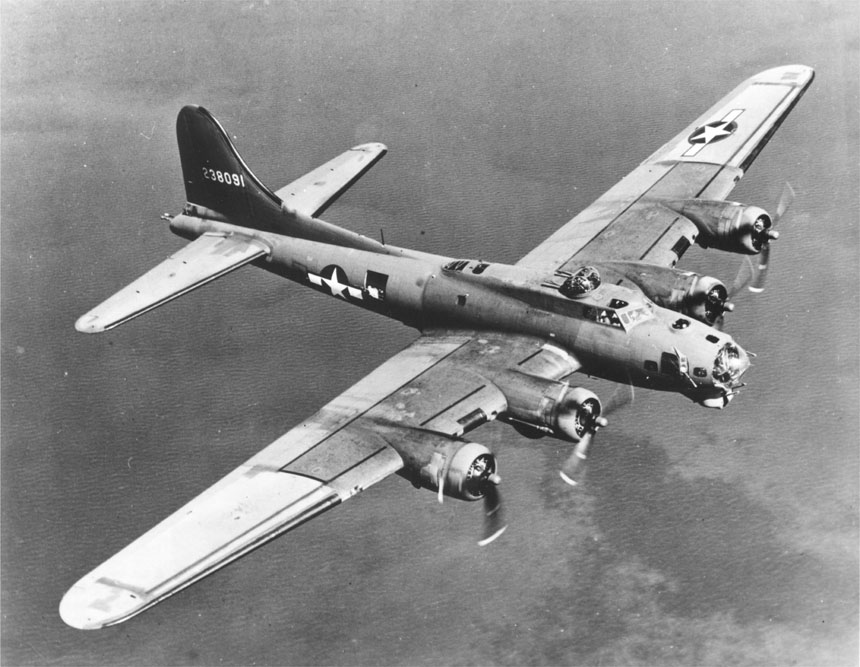
Een B-17 bommenwerper

De eerste planning ging uit van een aanval op 18 juli. Slecht weer verhinderde de aanval enkele malen, waardoor de aanvangsdatum op 24 juli werd gezet. 1600 bommenwerpers waren op 24 juli onderweg naar Normandië, toen de weersomstandigheden aan het strijdfront verslechterden. Voordat de Amerikaanse legerleiding de aanval alsnog 24 uur uitstelde, waren er al 25 Amerikanen door eigen bommen omgekomen en 130 gewond geraakt. Onder de doden bevond zich ook generaal Lesley J. McNair. Grondtroepen openden eveneens het vuur op de eigen bommenwerpers, niet wetende dat het geallieerde vliegtuigen waren.
Omdat het verrassingselement nu verloren was gegaan, overwogen de geallieerden om de aanval af te blazen. Bradley besloot echter om de plannen door te zetten. Achteraf gezien was dit een juiste beslissing: De Duitsers hadden in de 24 uur hun posities niet versterkt. Reden hiervoor was dat het Duitse hoofdkwartier in de veronderstelling leefde, dat er na het bombardement een aanval was uitgevoerd, maar dat die onder Duits artillerievuur was vastgelopen. Voor de zekerheid brachten de Duitsers eenheden van de ervaren Panzer-Lehr-Division naar het doelgebied.

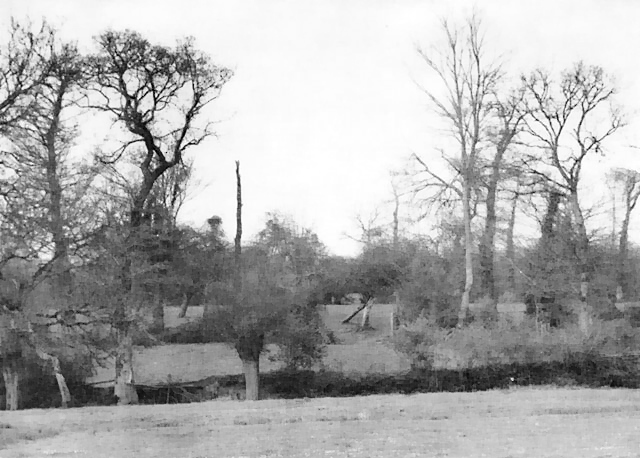
Het coulisselandschap met grachten en hagen bood goede verdedigingsmogelijkheden

De morgen van 25 juli begon met helder zicht. Vanaf 09u40 dropten 1500 B-17 en B-24-bommenwerpers 3300 ton bommen. Opnieuw vielen er bommen op zowel Amerikaanse als Duitse stellingen. Onder de Amerikaanse troepen vielen door de bombardementen op 25 juli 111 doden en 490 gewonden. Opperbevelhebber Eisenhower kwam poolshoogte nemen en zei tegen Bradley over de bombardementen die de grondtroepen moesten ondersteunen: "Ik gaf ze groen licht, maar dit was de laatste keer." Verschillende factoren droegen hieraan bij. Het doel was klein en de wind blies de rook van de bommen over de frontlinie, waarna latere piloten hun bommen in de rook lieten vallen.
De aanvalseenheden herstelden zich snel van het bombardement. Ondanks de zware verliezen hier en daar, hoefde bij de geallieerden slechts één bataljon vervangen te worden. Om 11 uur begon de aanval over de grond.
De Duitse eenheden waren door de storm van vuur overrompeld. De elite Panzer-Lehr-Division was door het bombardement voor 70 procent verloren gegaan en moest zich terugtrekken.
In het begin verliep de aanval van de infanterie langzaam. Mogelijk kwam dit doordat de eenheden gewend waren voorzichtig en langzaam op te trekken door het zwaar verdedigde coulisselandschap. De Duitse verdediging was verzwakt maar aanwezig. Met het optrekken doorbraken de geallieerden de dunne voorste Duitse verdedigingslijn en hierachter lag vrijwel geen verdediging. De eerste dag werd meer dan 3,5 kilometer opgerukt, ten koste van 1000 man aan eigen verliezen.
J. Lawton Collins gokte dat er een doorbraak aanstaande was en zette eenheden van alle drie de hiervoor gereserveerde divisies in. Dit was een kritieke beslissing. Een te vroege inzet zou een verkeerschaos veroorzaken onder Duits artillerievuur. Een te late inzet zou de Duitsers gelegenheid bieden om de verdediging weer te sluiten of een tegenaanval uit te voeren. Het was een beslissing die J. Lawton Collins bij onvolledige informatie op zijn gevoel moest nemen.
Op 26 juli sloten de 2e Amerikaanse pantserdivisie en de 1e infanteriedivisie zich aan bij de strijdende troepen. Zij bereikten ten noorden van Le Mesnil-Herman een kruising, zoals vooraf in de planning was opgenomen. De andere legereenheid die zich aansloot bij de operatie was het VIIIe Korps onder leiding van generaal-majoor Troy H. Middleton. Zij dienden zich een weg te banen door de moerassen en hun opmars leek allereerst tegen te vallen. Echter in de ochtendgloren van 27e juli bleek de linkerflank van de Duitsers zodanig verzwakt te zijn, dat zij zich dienden terug te trekken. Een mijnenveld vertraagde nu enkel de opmars van het VIIIe Korps.

## Doorbraak en uitbraak 27 juli - 4 augustus

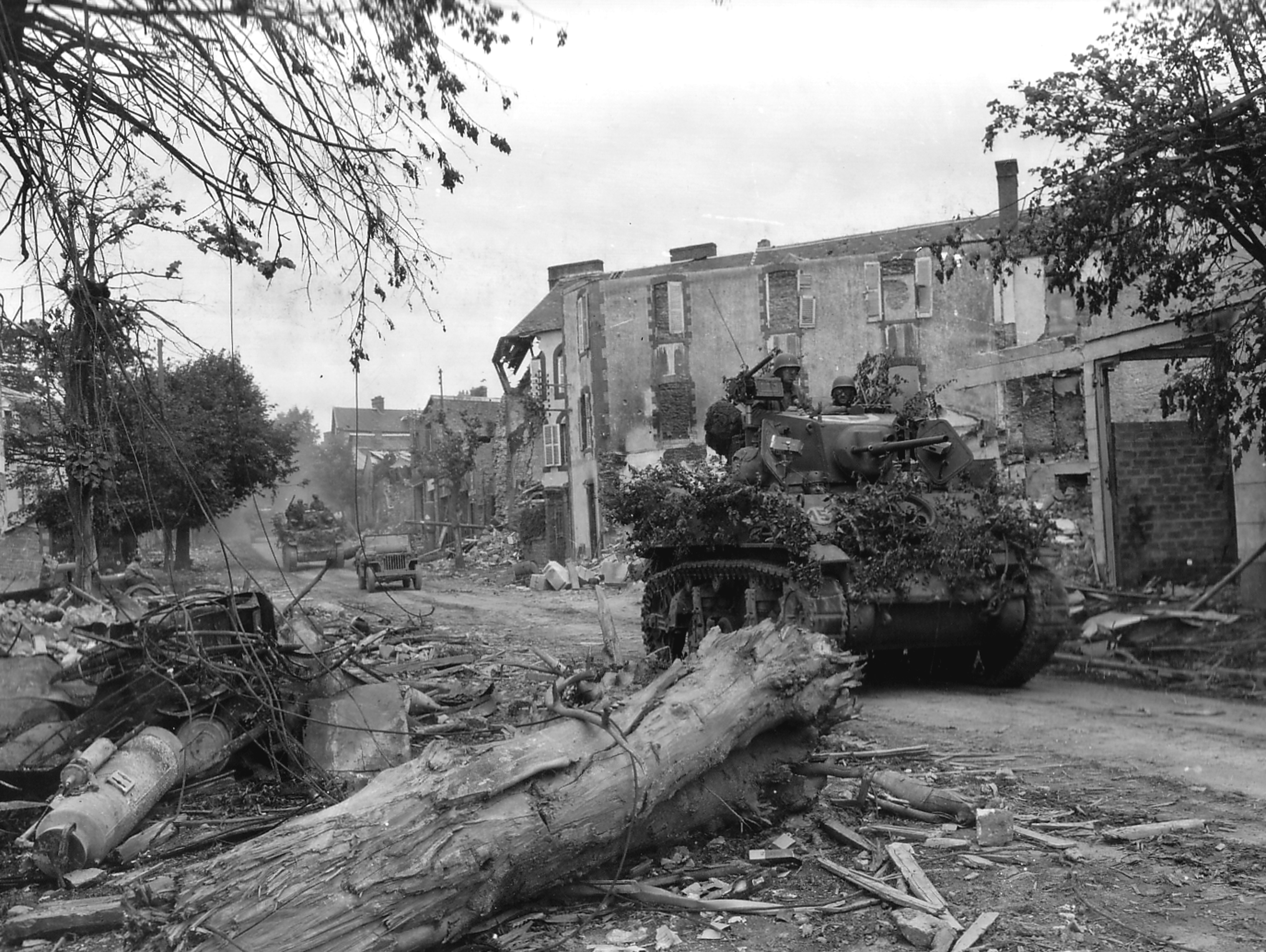
Een Stuarttank bij Coutances op 29 juli 1944.

Op 28 juli werd duidelijk dat J. Lawton Collins juist beslist had door Operatie Cobra door te zetten. Het VIIIe korps veroverde bijna 20 kilometer. De 4e pantserdivisie nam Coutances in, een belangrijk wegenknooppunt achter de Duitse linies. Het VIIIe korps voegde zich nu bij de uitbraak onder George Pattons leiding. Twee dagen later nam de 4e pantserdivisie Avranches in en sloot zo het schiereiland Cotentin af.

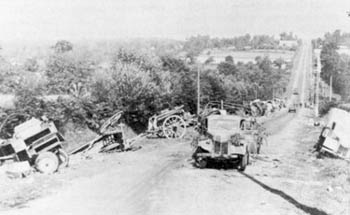
Achtergelaten Duits materieel verspert de weg te Avranches.

Ondertussen viel het Canadese 2e legerkorps aan naar het oosten, om de Duitse eenheden daar vast te houden. Hierdoor was er geen sluitend verdedigingsfront meer over tegenover het 1e leger. De voorste eenheden drongen nu onverdedigd gebied binnen en de Duitsers trokken hierop terug.
Het Amerikaanse 3e leger, onder leiding van George Patton, werd op 1 augustus aan de strijd toegevoegd. Dit leger nam de controle over het VIIIe korps over. Daarom werd de overkoepelende 12e Legergroep gevormd, bestaande uit het 1e Leger en het 3e Leger. Generaal Omar Bradley kreeg het bevel over die 12e Legergroep en hij droeg aan generaal Courtney Hodges het commando over het Amerikaanse 1e leger over.

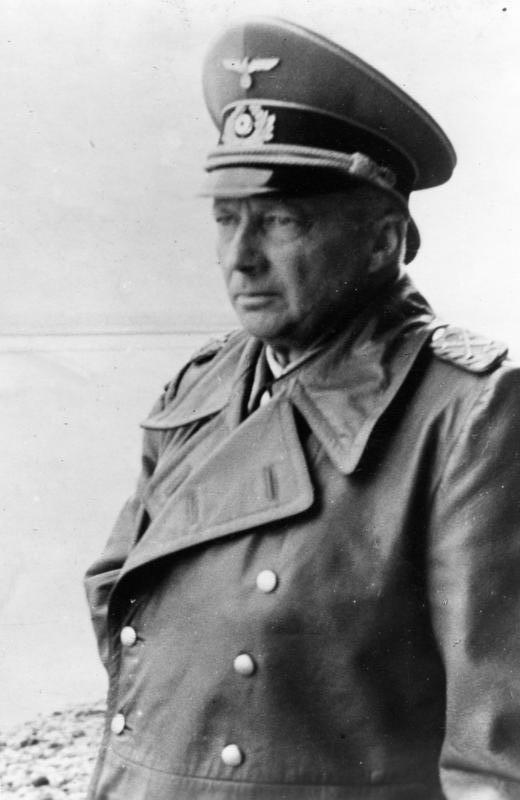
Günther von Kluge in juli 1944

Op 4 augustus waren vier divisies van het nu gevormde 3e leger opgerukt voorbij Avranches. De Amerikanen hadden het coulisselandschap nu achter zich gelaten en ze beheersten de strijd met hun beweeglijke pantsereenheden en hun luchtoverwicht.
Op 4 augustus wijzigde Bernard Montgomery als opperbevelhebber van de grondstrijdkrachten het invasieplan. In plaats dat het Amerikaanse 3e leger zich naar de havensteden in het westen moest begeven, stuurde hij ze naar het oosten. Het Britse 2e leger en het Canadese 1e leger bleven naar het oosten en zuiden aanvallen om de Duitse eenheden vast te pinnen. Dit alles in een poging de restanten van het Duitse leger bij Falaise in te sluiten. De race naar de Zak van Falaise en de spurt over Frankrijk was begonnen.

### Tegenaanval
De Duitse commandant Günther von Kluge lanceerde op 7 augustus de tegenaanval Operatie Lüttich met 177 tanks, in een poging het slechts 30 km brede Amerikaanse gat in de linies af te snijden. De aanval liep na 24 uur vast op de dit keer verdedigende Amerikaanse troepen, omdat Ultra de Duitse berichten ontcijferd had.
De tanks van Bradley rukten ten zuiden op en draaiden vervolgens naar het noorden. Zo sneden ze de Duitse legers aan de zuidzijde van het oude Normandische front af van een terugtocht naar het oosten. Hierdoor ontstond de Zak van Falaise.

## Resultaten

### Uitbraak
Operatie Cobra transformeerde de invasie van een dicht opeengepakt bruggenhoofd tot een race over heel Frankrijk die tot midden september duurde. Niet de Duitse tegenstand, maar wel het gebrek aan bevoorrading beperkte de opmars. Geallieerde eenheden snelden vooruit maar de logistiek kon dit niet bijhouden.

### Havens
Ironisch genoeg faalde het VIIe korps in zijn taak om de belangrijke Bretonse havens te bevrijden. Brest bleef in Duitse handen tot september 1944. De Duitse verdediging in Lorient hield het zelfs uit tot mei 1945. In augustus werd Marseille ingenomen. Dit speelde mee in Montgomery's beslissing van 4 augustus.

### Verliezen

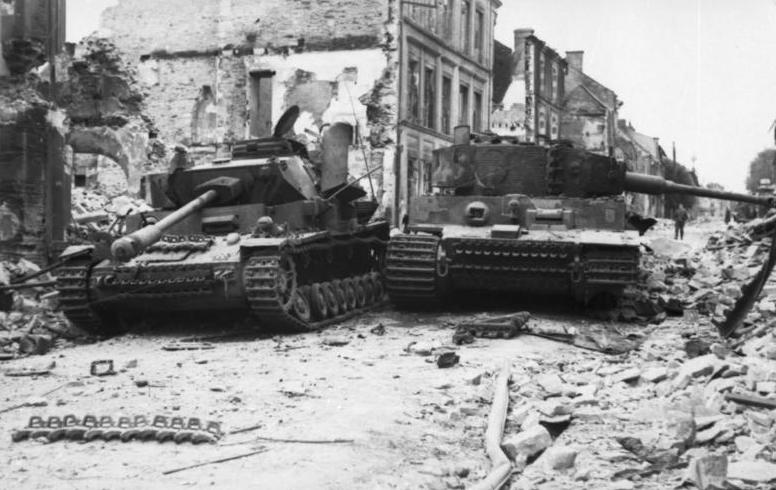
Vernielde Panzerkampfwagen IV en Panzerkampfwagen VI te Villers-Bocage.

De nederlaag tijdens Operatie Cobra was een van de grootste Duitse nederlagen tijdens de Tweede Wereldoorlog: de verliezen bedroegen meer dan 400.000 man, 1500 tanks en aangedreven artillerie. De Duitse verliezen in augustus lagen hoger dan in de statische gevechten die aan de uitbraak voorafgingen. Duitse pantserdivisies arriveerden uitgeput en zonder tanks aan de Duitse grens.

### Vervolg

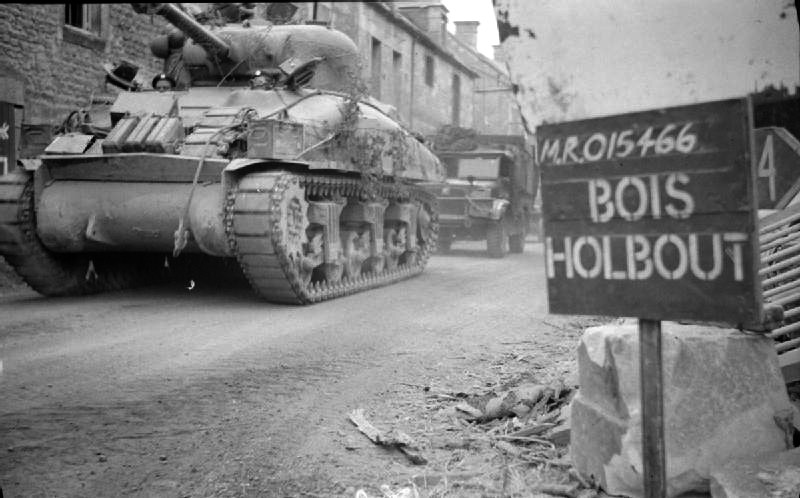
Een Sherman tank rukt op naar Falaise.

Terwijl het Duitse front verder ineenstortte, vluchtten veel Duitse eenheden op alle mogelijke manieren naar het oosten. Opnieuw gaf het geallieerde luchtoverwicht hier de doorslag. Aanvallen op spoorlijnen, bruggen en wegen beperkten de Duitse beweeglijkheid.
Op 15 augustus onthief Hitler Günther von Kluge uit zijn bevel, riep hem naar Berlijn terug en verving hem door Walter Model. Günther von Kluge pleegde drie dagen later te Metz zelfmoord met een gifpil.

### 25 augustus 1944
Op 25 augustus hadden alle vier geallieerde legers - het Canadese 1e leger, het Britse 2e leger, het Amerikaanse 1e leger en het Amerikaanse 3e leger de Seine bereikt. Diezelfde dag capituleerde de stadscommandant van Parijs. De angst voor een loopgravenoorlog verdween nu bij de geallieerden en men geloofde in een snelle overwinning van de oorlog. De opmars ging door Noord-Frankrijk en het belangrijkste doel was het veroveren van een grote haven.

## Vervolg
Na de bevrijding van Parijs vervolgden de geallieerden hun campagne aan het westfront met een snelle opmars naar het noorden en oosten. Terwijl de Britten onder andere Antwerpen met de strategische haven van Antwerpen bevrijdden, en vervolgens Operatie Market Garden planden, begon voor de Amerikanen de opmars naar de Siegfriedlinie, waarvan de bevrijding van Maastricht en Luik, en de slag om Aken de voorbereidende fasen vormden, die leidden tot de bloedige slag om het Hürtgenwald, de Ardennen en de Roer.

### Documentaires
- Operation Cobra, Breakout and pursuit (1961) is een documentaire van de Big Picture series van de USA Army in 1961 over de operatie.